# Anniston, Alabama
Anniston este sediul comitatului Calhoun din statul Alabama al Statelor Unite ale Americii.
1. ↑  2016 U.S. Gazetteer Files
2. ↑   https://www.allareacodes.com/alabama_area_codes.htm Lipsește sau este vid: |title= (ajutor)